# Georgi Schennikov
Gueorgui Mikhaïlovitch Chtchennikov (en russe : Георгий Михайлович Щенников) est un footballeur international russe né le 27 avril 1991 à Moscou. Il évolue le CSKA Moscou en tant qu'arrière latéral gauche ou milieu gauche.
Il est le fils de Mikhaïl Chtchennikov, médaillé de marche athlétique. Il est élu meilleur espoir de Russie en 2009.

## Biographie

### Carrière en club
Pour ses débuts au CSKA, il joue le match des 1/16e de la Coupe de Russie contre le Torpedo Vladimir qui a lieu le 6 août 2008. Le 24 octobre, il débute en 2008 la Coupe de l'UEFA en entrant à la 86e en remplacement de Iouri Jirkov contre Deportivo La Corogne (victoire 3-0). Le 7 mars 2009, il joue entièrement le match de Supercoupe de Russie contre le Roubine Kazan (2-1).

## Statistiques
| Saison                | Club                  | Championnat           | Championnat | Championnat | Coupe(s) nationale(s) | Coupe(s) nationale(s) | Compétition(s) continentale(s) | Compétition(s) continentale(s) | Compétition(s) continentale(s) | Total | Total |
| Saison                | Club                  | Division              | M.          | B.          | M.                    | B.                    | Comp.                          | M.                             | B.                             | M.    | B.    |
| 2008                  | CSKA Moscou           | D1                    | -           | -           | 2                     | 0                     | C3                             | 2                              | 0                              | 4     | 0     |
| 2009                  | CSKA Moscou           | D1                    | 25          | 0           | 5                     | 0                     | C3+C1                          | 4+6                            | 0                              | 40    | 0     |
| 2010                  | CSKA Moscou           | D1                    | 25          | 0           | 2                     | 0                     | C1+C3                          | 4+7                            | 0                              | 38    | 0     |
| 2011-2012             | CSKA Moscou           | D1                    | 21          | 0           | 2                     | 0                     | C3+C1                          | 4+5                            | 0                              | 32    | 0     |
| 2012-2013             | CSKA Moscou           | D1                    | 18          | 0           | 3                     | 0                     | C3                             | 1                              | 0                              | 22    | 0     |
| 2013-2014             | CSKA Moscou           | D1                    | 28          | 0           | 5                     | 1                     | C1                             | 6                              | 0                              | 39    | 1     |
| 2014-2015             | CSKA Moscou           | D1                    | 12          | 0           | 2                     | 0                     | C1                             | 5                              | 0                              | 19    | 0     |
| 2015-2016             | CSKA Moscou           | D1                    | 19          | 0           | 1                     | 0                     | C1                             | 6                              | 0                              | 26    | 0     |
| 2016-2017             | CSKA Moscou           | D1                    | 25          | 0           | 1                     | 0                     | C1                             | 6                              | 0                              | 32    | 0     |
| 2017-2018             | CSKA Moscou           | D1                    | 19          | 3           | -                     | -                     | C1+C3                          | 9+2                            | 2+0                            | 30    | 5     |
| 2018-2019             | CSKA Moscou           | D1                    | 20          | 1           | 1                     | 0                     | C1                             | 3                              | 1                              | 24    | 2     |
| 2019-2020             | CSKA Moscou           | D1                    | 9           | 2           | 1                     | 0                     | C3                             | 1                              | 0                              | 11    | 2     |
| 2020-2021             | CSKA Moscou           | D1                    | 22          | 0           | 3                     | 0                     | C3                             | 3                              | 0                              | 28    | 0     |
| 2021-2022             | CSKA Moscou           | D1                    | 14          | 0           | 2                     | 0                     | -                              | -                              | -                              | 16    | 0     |
| 2022-2023             | CSKA Moscou           | D1                    | 3           | 0           | 3                     | 0                     | -                              | -                              | -                              | 6     | 0     |
| Total sur la carrière | Total sur la carrière | Total sur la carrière | 260         | 6           | 33                    | 1                     | -                              | 74                             | 3                              | 367   | 10    |

## Palmarès
CSKA Moscou
- Vainqueur du Championnat de Russie en 2013, 2014 et 2016.
- Vainqueur de la Coupe de Russie en 2009 et 2013.
- Vainqueur de la Supercoupe de Russie en 2009, 2013 et 2018.

### Distinctions personnelles
- Espoir russe de l'année en 2009.